# Córdoba (Colombia)
Córdoba es uno de los 32 departamentos  que forman la República de Colombia. Su capital es Montería. Está ubicado al norte del país, en la región Caribe, limitando al norte con el mar Caribe. Con 1 868 166 habitantes en 2023, es el octavo departamento más poblado, por detrás de Bogotá, Antioquia, Valle del Cauca, Cundinamarca, Atlántico, Santander y Bolívar. Fue creado por medio de la Ley 9 del 18 de diciembre de 1951, reglamentada el 18 de junio de 1952.

## Toponimia
De acuerdo con una nota publicada en el periódico El Tiempo, existe una confusión sobre la manera correcta de escribir el apellido del prócer José María Córdova y por ende, del departamento, el cual se escribe con B, a pesar de ser un homenaje al militar neogranadino, aunque de manera temporal, el departamento fue llamado Córdova, pero le fue devuelto el nombre original dispuesto en la ley de creación del departamento.
Esta confusión se debe a que los primeros españoles de apellido Córdoba llegaron de Andalucía a la región de Antioquia, entre el XVII y XVIII y que por esta misma razón, el prócer fue bautizado con el apellido Córdoba, pero en su carrera militar, decidió cambiar la B de su apellido por la V de la victoria.

## Historia
La historia del departamento se construye a partir de los registros del Archivo General de la Nación, del Archivo General de Indias, de crónicas dejadas por los españoles, por la tradición oral y por investigaciones realizadas recientemente. El nombre del departamento fue tomado del general José María Córdova, como un homenaje al prócer de la independencia por su importante participación en la libertad de Colombia.

### Etapa precolombina
Va desde la aparición de los primeros pueblos que cruzaron por el río Sinú procedentes de Norteamérica hace más de 6000 años, hasta 1501 aproximadamente, fecha en la que arribó al actual departamento de Córdoba la primera expedición española. En esta etapa los Zenúes fueron los señores de estos vastos territorios y desarrollaron una de las más prósperas culturas de América.
En opinión de algunos investigadores, los Zenúes alcanzaron el formativo superior. Sin embargo, por la destrucción y saqueo de sus tumbas a la llegada de los españoles, no es posible dar por hecho las mencionadas opiniones. El descubrimiento arqueológico de San Jacinto en enero de 1992 ha aportado nuevos elementos de juicio para esclarecer la controversia.

### Época colonial
Abarca el período comprendido entre 1500 hasta la secesión de la Corona española, en las dos primeras décadas del siglo XIX. En estos tres siglos los españoles fundaron ciudades, desarrollaron un nuevo régimen económico, político, administrativo y religioso, mezclándose con ellos como lo demuestra la tipología racial existente en la región.
El litoral cordobés fue reconocido por Rodrigo de Bastidas en 1501, quien arribó a la bahía de Cispatá y descubrió las bocas del río Sinú y las islas Fuerte y Tortuguilla; posteriormente llegaron Alonso de Ojeda, Francisco Pizarro y Martín Fernández de Enciso, quien se internó por el río Sinú hacia el interior, en busca de riquezas. Estos conquistadores iniciaron la fundación de poblaciones como Chimá (1573), San Andrés de Sotavento (1600), Los Córdobas (1621) y Momil (1693), entre otras. Durante este período Córdoba perteneció a la Provincia de Cartagena.
Antonio de la Torre y Miranda realizó varias expediciones al territorio cordobés por encomienda del gobernador de Cartagena, Juan de Torrezar Díaz Pimienta. La primera la inició en 1774 con la fundación y refundación de las poblaciones situadas en la zona de influencia de los ríos Sinú y San Jorge. En 1775 fueron fundados Chinú y Sahagún. En 1776, Momil, Lorica, San Bernardo del Viento, Ciénaga de Oro, San Antero y Chimá. En 1777, Montería, San Carlos, San Pelayo y Purísima. En sus expediciones, Antonio de la Torre y Miranda fomentó la cría de animales vacunos y domésticos, enseñó como preparar sementeras y cultivar algodón y maíz en forma técnica.
Córdoba ya era un centro de sentimiento antiespañol secreto, ya que el comercio ilegal de productos asiáticos con Perú, México y Filipinas, tenía a Córdoba como centro de distribución de seda y porcelana asiáticas prohibidas de los Galeónes de Manila

### Época republicana
Comprende desde los años del grito de independencia (1810-1819) hasta nuestros días y tiene al año de 1952 como referencia en la identidad del departamento, ya que este fue el año en que se creó como entidad territorial independiente. Esto implicó el establecimiento de una etapa pre-segregacional y posterior a ella, una etapa post-segregacional luego de la escisión del departamento de Bolívar.
Con las consolidación y creación del departamento de Córdoba por Ley 9 del 18 de diciembre de 1951 y reglamentada el 18 de junio de 1952, el departamento adquiere autonomía regional lo que le provoca un notable desarrollo. Comienza así la etapa independiente que se extiende hasta nuestros días.

## Geografía

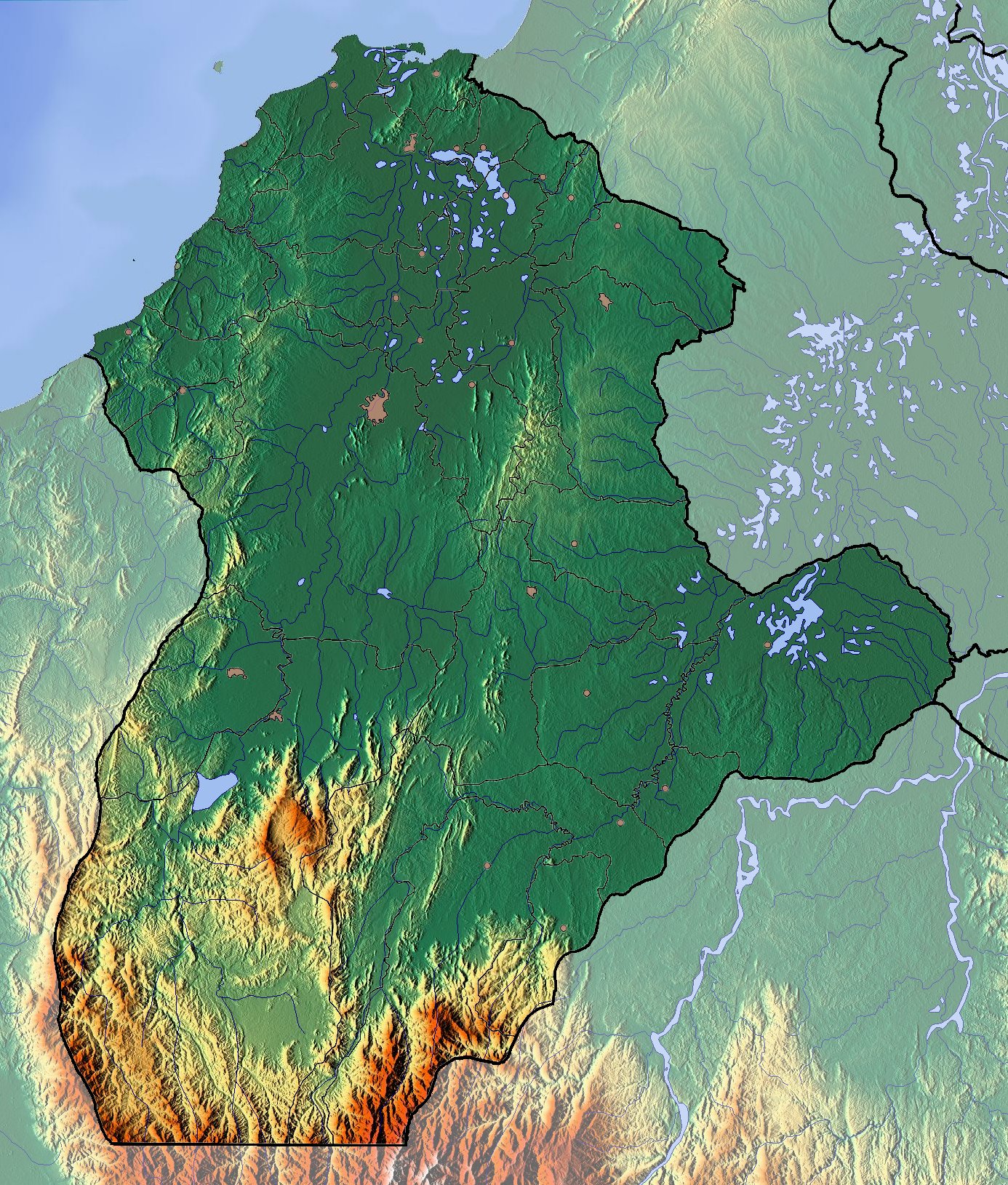
Mapa físico de Córdoba.

### Límites
El departamento de Córdoba está situado en la parte noroccidental de Colombia sobre la extensa Llanura del Caribe (132 000 km²) a los 7°22′ y 9°26′ de latitud norte y a los 74°47′ y 76°30′ de longitud al oeste de Greenwich. Tiene una superficie de 23 980 km², que en términos de extensión es similar a la de Cerdeña. Está delimitada con los siguientes departamentos:
| Noroeste: Mar Caribe Isla Tortuguilla       | Norte: Mar Caribe Isla fuerte                                     | Nordeste: Sucre                                  |
| Oeste: Antioquia Urabá                      |                                                                   | Este: Bolívar Subregion: Mojana bolivarense      |
| Suroeste: Antioquia Serranía de Abibe Urabá | Sur: Antioquia Parque nacional natural Paramillo Norte antioqueño | Sureste: Antioquia Serranía de Ayapel Bajo Cauca |

### Fisiografía
La geografía de Córdoba presenta dos zonas fácilmente diferenciables: una plana y otra montañosa, que es la que limita con Antioquia.

#### Zona plana
Representa aproximadamente el 60% de la superficie total del departamento y está formada por la gran llanura del Caribe. Esta zona posee elevaciones que no superan los 100 m s. n. m. y alberga los valles aluviales de los ríos Sinú, San Jorge y el área costera. La mayor parte de los municipios están en esta zona, donde la actividad agroeconómica es intensa.

#### Costa

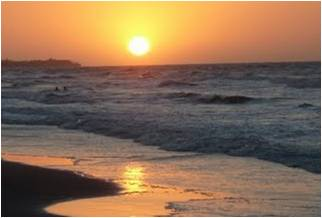
Atardecer en las playas de Moñitos, Córdoba.

La costa cordobesa se extiende desde la punta de Arboletes en límites con Antioquia hasta Punta de Piedra en límites con Sucre, sobre el golfo de Morrosquillo, recorriendo los municipios de Los Córdobas, Puerto Escondido, San Bernardo del Viento, Moñitos y San Antero. En total son 124 km de costa y 6 km en promedio de anchura. Las corrientes fluviales en la costa son pocas, pero se pueden mencionar los ríos Canalete y Mangle.

#### Estuarios
Esta zona no surgió sino a fines de la década de 1950 cuando luchas entre campesinos y hacendados de la región aledaña a la desembocadura del Sinú modificaron su curso. Cuando el río cambió su desembocadura de Cispatá por la de Boca de Tinajones, aquella se salinizó formándose un ecosistema de estuario y el naciente delta permitió el depósito de muchas especies y control del Sinú. Se calcula que la extensión de esta zona es de 130 km² y se ubica en los municipios de San Bernardo del Viento, San Antero y Lorica, incluyendo ambos deltas y los caños del Lobo, Salado, Sicará y las ciénagas de Garzal, Corozo y Ostional.
Las ciénagas más importantes son, entre las muchas que se ubican en el departamento, las siguientes:
- Ciénaga Grande de Lorica: ubicada en la margen derecha del Sinú, con una extensión de 304,5 km², se ubica entre los municipios de Lorica, Purísima, Momil y Chimá. Sus principales tributarios son los caños de San Carlos, Aguas Prietas y el Bugre que es un ramal del Sinú.

- Ciénaga de Betancí: los finzenúes le colocaron este nombre por la abundancia de peces que albergaba. Etimológicamente proviene del guajiba Betá= pez y Ncí= lugar que huele. Es decir, lugar donde huele a pez o donde están los peces. Su extensión es de 120 km² y se ubica en jurisdicción del municipio de Montería. Recibe aguas de las quebradas Betancí, Ñeque y León.

- Ciénaga de Ayapel: ubicada en la margen izquierda del río San Jorge, recoge los excedentes acuíferos de este y en ocasiones del Cauca. Tiene una extensión de 250 km² en donde se ha formado un verdadero complejo agrario. Vierten ahí sus aguas las quebradas de Trejos, Escobilla y los caños San Matías y Guayabal.

#### Zona montañosa
Está conformada por ramificaciones de la cordillera occidental. Cuando el sistema andino llega al Nudo de Paramillo se trifurca y penetra al departamento así: al occidente la serranía de Abibe, que más al norte se bifurca tomando los nombres de El Águila y Las Palomas. Por el centro penetra la serranía de San Jerónimo, y por el oriente la serranía de Ayapel.
- La serranía de Abibe fue bautizada así por los Zenúes y el primer europeo en reconocerla fue Francisco César y sus huestes quienes llegaron procedentes de Urabá en busca de oro. Es la más larga de las tres y sirve de límite occidental con el departamento de Antioquia. Es en esta serranía donde se presentan los cerros más altos de Córdoba: Carrizal (2200 m s. n. m.), Quimarí (2000 m s. n. m.), La Gloria (320 m s. n. m.), Las Palomas (700 m s. n. m.), Carepa, entre otros. Faltando unos 58 km para llegar a la costa y a la altura del cerro La Gloria, se bifurca formando la serranía de El Águila que se occidentaliza y la serranía de Las Palomas. Esta última separa las aguas que corren hacia el río Canalete y la parte media y baja del río Sinú.

- La serranía de San Jerónimo es la segunda en extensión y corre en sentido sur-noreste. Este sistema separa la hoya del río Sinú de la del San Jorge y presenta picos como el Murrucucú con 1270 m s. n. m. y a partir del cual desciende vertiginosamente formando una serie de colinas que van desde los 200 a los 100 m s. n. m. Algunos cerros importantes son: Pando, Mellizas, Mula, Flechas, Betancí, Pulgas, Higuerón, Moncholo y las Mujeres.

- La serranía de Ayapel es la de menor longitud y corre en dirección sur-noreste. Separa la hoya del río San Jorge de la del Cauca. Sirve como límite oriental con Antioquia. Sus cerros más importantes son: Matoso (260 m s. n. m.), importante por su riqueza en ferroníquel, Oso (600 m s. n. m.) y el alto de Don Pío (200 m s. n. m.).

### Hidrografía
La hidrografía es muy rica y variada. A lo largo y ancho de sus ríos y mar, logra crear un ecosistema lleno de peces, cangrejos, camarones, etc., que se aprovechan en las labores culinarias y comerciales.
El sistema hidrográfico de Córdoba está conformado por el valle del Sinú, que abarca 1 207 000 hectáreas, y recoge los afluentes del sur del departamento; la zona del valle del San Jorge, que abarca 965 000 hectáreas en el sureste del departamento, y canaliza las aguas de la Ciénaga de Ayapel hacia la depresión momposina; y la zona de los ríos Canalete y Mangle, ubicada al noroeste del departamento. En todo el departamento hay 846 km de ríos principales y más del doble de afluentes y otros cauces. Existen también 110 000 hectáreas de ciénagas y una apreciable cantidad de aguas subterráneas -que según la Corporación Autónoma Regional de los Valles del Sinú y San Jorge, CVS- no cuantificadas en su totalidad.
Los principales ríos, el Sinú y el San Jorge, nacen en el Nudo de Paramillo, y corren paralelamente en sus primeros tramos, separados únicamente por la serranía de San Jerónimo.
- El río Sinú nace a una altitud de 3960 metros sobre el nivel del mar y corre de sur a norte por un trayecto de más de 460 kilómetros, desembocando en la bahía de Cispata, en el golfo de Morrosquillo. Su hoya hidrográfica abarca un área total de 13 874 km² de los cuales 12 600 pertenecen a Córdoba. En su margen izquierda tiene como afluentes los ríos Verde y Esmeralda; y en la derecha los ríos el Manso, Saiza, Tucurá, Piru, Jui, Urrá, Salvajin, Betancí, Caimanera, el Deseo y Aguas Prietas. El caudal de río varía desde 60 metros cúbicos en verano hasta 700 metros cúbicos en invierno.[13]

- El río San Jorge nace junto al Sinú y corre igualmente de sur a norte hasta desembocar en el río Cauca, que a su vez tributa al Magdalena en la depresión momposina. Recorre 368 kilómetros, siendo su parte alta y media pertenecientes al Departamento de Córdoba. Sus tributarios son los ríos San Pedro, Sucio y Uré. Registra un caudal mínimo de 24 metros cúbicos por segundo y uno máximo de 697 metros cúbicos.[13]

- El río Canalete nace en el municipio de Canalete y desemboca en el mar Caribe, después de un recorrido de 63 kilómetros.

### Clima
Córdoba recibe vientos del sistema pacífico, vientos alisios del sudeste y noreste, también las brisas marinas del Caribe. La lluvia media anual va desde los 1000mm en el bajo Sinú y la costa, hasta los 4000 mm al sur. La mitad del territorio recibe un promedio anual que va desde los 1400 y 1800 horas de luz/año, un 40% está entre 1800 y 2200 horas de luz/año y en ciertos municipios como Sahagún, Chinú y en la depresión momposina, este promedio aumenta y puede variar desde los 2200 a los 2600 horas luz/año en promedio.
Debido al escaso promedio de altitud que tiene el territorio cordobés, la zona inferior de la atmósfera, llamada troposfera, presenta una alta temperatura de aire que en promedio es de 32 °C.
Sobre la base de las precipitaciones y temperaturas -según la clasificación de climas de Wladimir Koppen- la mayor parte del territorio está en la zona tropical lluviosa (A) ya que su temperatura supera los 20 °C y las precipitaciones están por encima de los 750 mm anuales. Dentro de esta misma zona tropical lluviosa, se presenta hacia el sur un clima muy húmedo de selva ecuatorial con lluvias durante todo el año (Af). Hacia la parte media y baja del Sinú y del San Jorge, se da un clima húmedo durante todo el año pero con períodos menos lluviosos (Am). La parte baja del Sinú, excepto en la desembocadura y a la altura de los municipios de Ciénaga de Oro, Sahagún, Chimá, Chinú, Lorica y Purísima hay un clima de Sabana, periódicamente húmedo y con lluvias cenitales (Aw). En la desembocadura del Sinú hay clima seco de baja latitud (B), de tipo BSwh o clima de sabana xerófilo cálido, con lluvias cenitales. El piso térmico es cálido.
El suelo cordobés es muy rico y variado hecho que se explica, entre otras cosas, por su zona de montañas y colinas, de litoral, planicie fluviolacustre y los de planicie aluvial y de piedemonte.
- De cordillera: con elevaciones de más de 500 m s. n. m. La encontramos en el alto Sinú y San Jorge.
- De colina: son elevaciones poco prominentes que ocupan la mayor parte del territorio. A este nivel ya el sistema andino decrece y las elevaciones no superan los 500 m s. n. m.
- De litoral: presenta dos zonas: la primera es la estuarina ubicada en la bahía de Cispatá, los suelos son ricos en materia orgánica, blandos y de textura limosa. La vegetación tipo manglar es predominante, excepto en el caño Sicará donde predominan las hierbas. En segunda instancia se encuentra el suelo marino propiamente dicho donde los suelos no poseen buen drenaje.
- De planicie fluvio-lacustre: a lo largo del Sinú, San Jorge y Canalete. Hay suelos de planicie aluvial inundables en las zonas bajas y cenagosas aledañas a la ciénaga de Ayapel, principalmente. Los no inundables se ubican en los diques naturales de los valles sinuanos y sanjorjanos.
- Aluvial de piedemonte: estos son suelos formados sobre abanicos aluviales por los riachuelos, arroyos y quebradas que descienden de la zona medular de la serranía del Abibe y San Jerónimo. Se presentan, al tiempo, suelos con buenos y malos drenajes, fertilidad variable y con la regulación del hombre se aumenta la producción agrícola y ganadera.

### Parques naturales
En Córdoba se ubica el Parque nacional natural Paramillo, estrella hidrográfica del departamento.

## División político-administrativa
Políticamente el departamento de Córdoba está integrado en 30 municipios, organizados territorialmente en siete (7) subregiones:
- Alto Sinú: Tierralta y Valencia.
- Bajo Sinú:  Chimá, Cotorra, Lorica, Momil y Purísima de la Concepción.
- Costanera:  Canalete, Los Córdobas, Moñitos, Puerto Escondido, San Antero y San Bernardo del Viento.
- La Sabana: Chinú, Sahagún, San Andrés de Sotavento y Tuchín.
- Medio Sinú:  Cereté, Ciénaga de Oro, Montería, San Carlos y San Pelayo.
- San Jorge: Ayapel, Buenavista, La Apartada, Montelíbano, Planeta Rica, Pueblo Nuevo, Puerto Libertador y San José de Uré.

## Demografía
Los municipios más poblados del departamento para 2025 son:
| Evolución de la población del departamento de Córdoba (1950-2025)         |
|                                                                           |
| Población según censo. Población según proyección.Fuente: Statoids. DANE. |

La raza es producto del cruce entre los zenúes que habitaron en el departamento en la época precolombina, los negros traídos de África durante el virreinato, en su capital árabes inmigrantes especialmente de Líbano, Palestina, Siria e Italia y los colonizadores españoles. Cada grupo aportó elementos genéticos, históricos y folclóricos. La raza mestiza se encuentra en mayor proporción en el Medio y Bajo Sinú, donde la mezcla con inmigrantes sirio-libaneses es apreciable. Negros hacia la zona costera e indígenas para el Alto Sinú y San Jorge donde también están concentrados grupos de mulatos (negro y blanco) y zambo (negro e indio).

### Etnografía
- blancos & mestizos  (76,39%)
- Negros o afrocolombianos (13,21%)
- Amerindios o indígenas (10,39%)

### Inmigración
El más reciente censo general de la nación, realizado por el Departamento Administrativo Nacional de Estadística de Colombia (DANE), presenta los siguientes resultados acerca del país de nacimiento de los habitantes del departamento de Córdoba:
| N.º        | País           | Población |
| ---------- | -------------- | --------- |
| 1          | Venezuela      | 13 929    |
| 2          | Argentina      | 68        |
| 3          | Estados Unidos | 64        |
| 4          | España         | 59        |
| 5          | Ecuador        | 56        |
| 6          | México         | 55        |
| 7          | Panamá         | 33        |
| 8          | Perú           | 31        |
| 9          | Cuba           | 28        |
| 10         | Brasil         | 26        |
| No informa | No informa     | 100       |
| Otros      | Otros          | 228       |
| Total      | Total          | 14 677    |

## Economía
La economía regional se sostiene sobre dos pilares fuertes y propios para el terreno: ganadería y agricultura. La ganadería es el primer renglón económico del departamento, por lo que grandes extensiones de tierra han desplazado la agricultura tradicional para dar paso a haciendas ganaderas. La agricultura está representada por cultivos de arroz, maíz, ñame, yuca, ajonjolí, plátano, caña de azúcar, algodón, sorgo, cacao y coco. El sector industrial minero se concentra en la producción de ferroníquel en Cerro Matoso (municipio de Montelíbano) y la explotación de carbón mineral en el municipio de Puerto Libertador. Además la explotación de la madera se ha convertido en el segundo producto de exportación de Córdoba. Algunas minas que se explotan en la parte sur del departamento son de carácter ilegal, las cuales financian a grupos al margen de la ley.
Los servicios y el comercio se localizan principalmente en la capital.

### Agricultura
Representa el 8% del total del territorio. Se estima que unas 170 000 hectáreas están dedicadas a cultivos semestrales, anuales y permanentes. Los principales productos son el maíz, algodón, arroz, ñame, yuca, plátano, coco, sorgo, ajonjolí, etc.

### Ganadería
Se practica especialmente en las sabanas del departamento. Montería, sede anual del Reinado Nacional de la Ganadería, es la capital ganadera de Colombia. Se crían tipos vacunos como el Cebú, Pardo Suizo, Holstein y el muy cordobés Romo Sinuano.
Los pastos son de planicie y de colina. Los primeros están en el bajo Sinú y San Jorge. Predominan en esta zona el Pará o admirable, resistente a las inundaciones. En los sitios no inundables se dan los pastos de Guinea que junto con el Pará, fueron traídos de Brasil y Venezuela en 1875. Los segundos son pastos poco alimenticios en épocas de sequía. En las colinas bajas crece la guinea y el Puntero en las partes altas.
La industria pesquera, minera, hidroeléctrica, maderera y manufacturera son renglones de singular importancia dentro de la economía departamental. El yacimiento de ferroníquel de Cerromatoso ubicado en un cerro aislado de 269 m s. n. m. a 22 km de Montelíbano, fue descubierto en 1956 por la Richmond Petroleum, subsidiaria de la Standard Oil Company. El gobierno concedió a la Richmond un contrato de concesión, distinguido con el n.º 866 del 30 de marzo de 1963, el cual fue modificado en sus términos mediante contrato adicional del 22 de julio de 1970, dicho contrato permitió la entrada del gobierno nacional como inversionista a través del IFI. En 1979 ingresa como socio la empresa neerlandesa Billiton (desde el 2001 BHP Billiton) y se constituye Cerromatoso S.A.

## Sitios y eventos de interés

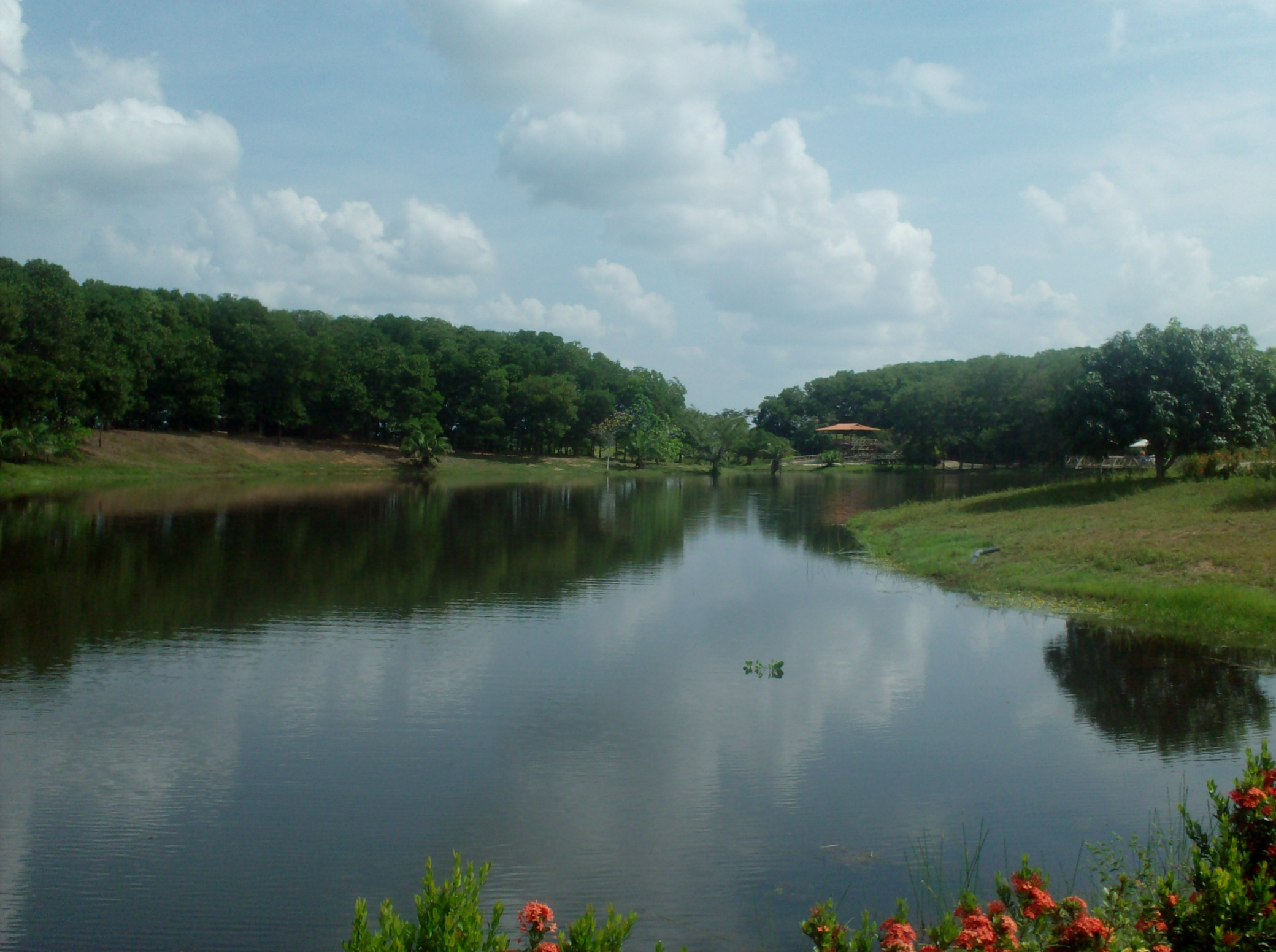
Parque ecológico de Montelíbano.

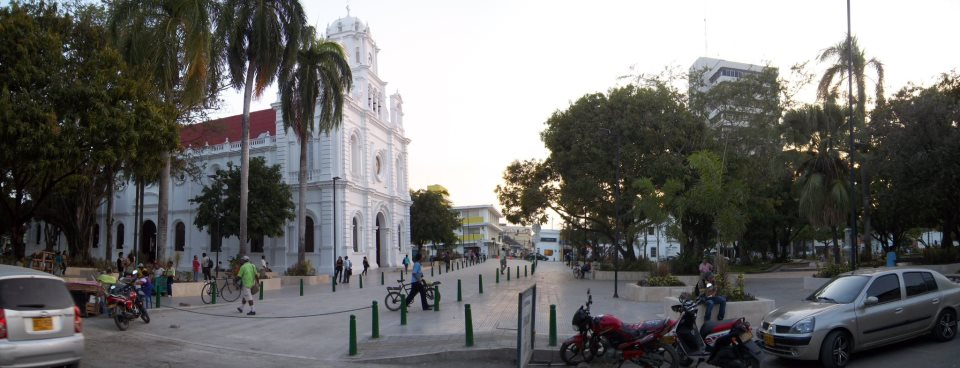
Parque Simón Bolívar de Montería.

- Playas de San Bernardo del Viento, Puerto Escondido, Los Córdobas.
- Complejo minero de Cerromatoso en Montelíbano, el parque ecológico de la ciudad.
- El balneario de la quebrada Uré y el Santuario de San José de Uré,
- Playa Blanca en San Antero, el volcán de Lodo de San Antero y la bahía de Cispatá.
- Playas de Moñitos, Bahía Broqueles, volcán de lodo en La Rada, sendero ecológico de Río Cedro, en Moñitos.
- Ecoparque Los Caimanes, en Buenavista.
- Río Mangle entre los municipios de Puerto Escondido y Moñitos.
- Ciénaga de Ayapel, donde se pueden practicar deportes náuticos y hospedarse en hermosos hoteles.
- Ciénaga de Betancí, mágico espejo de agua donde se ha encontrado innumerables restos de la cultura Zenú.
- Montería: Avenida Primera o Ronda del Sinú; el parque lineal a la orilla del río Sinú, planchones sobre el río Sinú.
- Represa de Urrá en Tierralta, un verdadero mar interior.
- Los petroglifos del cerro Colosiná en San Carlos.
- Desembocadura del río Sinú en el mar Caribe (Boca de Tinajones).
- Playones del río San Jorge.
- Parque natural Paramillo en Montelibano.
- Santa Cruz de Lorica, famosa por su arquitectura republicana y su plaza de mercado declarada monumento nacional.
- Ciénaga grande de Lorica, vista desde los cerros occidentales de San Andrés de Sotavento.
- Islas flotantes de la ciénaga El Arcial, en Pueblo Nuevo.
- Cascadas de Morindó Betulia, en el corregimiento Morindó Central, municipio de Montería.
- Escultura al general de división José María Córdova, en Montería.

### Festivales
- Festival del porro en San Pelayo a finales del mes de junio. Festival de folclor y cultura de las sabanas de Córdoba y Sucre.
- Festival de acordeoneros y compositores en Chinú a fines de octubre.
- Fiestas y Reinado Intermunicipal del Mar en el municipio de Moñitos, realizados en el mes de junio.
- Festival Nacional del Bullerengue en Puerto Escondido el día 24 de junio.
- Festival Nacional del Porro en San Pelayo.
- Festival del Yabolín en Pueblo Nuevo.
- Festival Internacional de Cine de Córdoba.
- Festival del Burro en San Antero
- Festival del Bullerengue en Puerto Escondido

### Eventos culturales
- Semana Santa en Ciénaga de Oro.
- Semana Cultural de Sahagún.
- Reinado nacional de la ganadería en Montería, capital ganadera de Colombia.

## Gastronomía
La cocina cordobesa es muy variada y elaborada; emplea productos de raigambre indígena como el maíz y la yuca que se han complementado con otros ingredientes como la berenjena y la almendra de los árabes, y el arroz, el plátano y el ñame de las culturas africana y asiática. Estos alimentos, junto con el pescado, la carne de res y de cerdo, conforman la esencia de la cocina de Córdoba.
Cuando los ríos Sinú, San Jorge y Cauca empiezan a bajar de cauce como consecuencia del verano, se produce el fenómeno de “la subienda”. Es la invasión anual de millones de peces que se conocen con el nombre científico de prochilodus reticulatus Magdalenae y con el popular de bocachico.
El consumo de bocachico no se limita única y exclusivamente a los habitantes de la región sinuana, también es despachado a las sabanas de Córdoba, Sucre, Bolívar y a otros departamentos de la costa y el interior del país. Con él se preparan diversos platos, desde el bocachico ahumado hasta el sancocho, plato típico de Córdoba.
Platos Típicos:
- Mote de queso
- Viuda de pescado
- Bocachico frito
- Mojarra frita
- Arroz de coco frito
- Arroz de leche
- Buñuelos de maíz
- Peto
- Mote de guandú
- Dulce de coco

## Cultura
La cultura del departamento de Córdoba está representada por la música de bandas folclóricas y el porro, así como el fandango y las corralejas. Estas se realizan en la mayoría de los municipios del departamento.